# リシルアミノペプチダーゼ
リシルアミノペプチダーゼ(lysyl aminopeptidase)またはアミノペプチダーゼY(Aminopeptidase Y)は、酵素である。以下の化学反応を触媒する。
N末端からリシンを選択的に遊離する。
この酵素の活性はCo2+を必要とし、Zn2+及びMn2+により阻害される。